# Миних, Христиан Вильгельм
Барон Христиан Вильгельм фон Миних (19 апреля 1688 года — 11 апреля 1768 года) — обер-гофмейстер, заведующий главной дворцовой канцелярией, брат фельдмаршала Б. Х. Миниха.
Пожалован владетельным князем Восточной Фризии в баронское достоинство 7 ноября 1726 года. Действительный тайный советник (1731 год), в 1734—1736 годах управлял кадетским корпусом, с 1740 года заведовал Монетной канцелярией в Санкт-Петербурге, 16 августа 1743 года был пожалован обер-гофмейстером с заведованием главной дворцовой канцелярией, 30 августа 1760 года был уволен за старостью лет от службы, а через два года вознагражден за отобранные имения 4000 рублей в год.
Кавалер орденов: Святого апостола Андрея Первозванного (25.11.1742), Святого Александра Невского (30.06.1742).